# Surfers Paradise

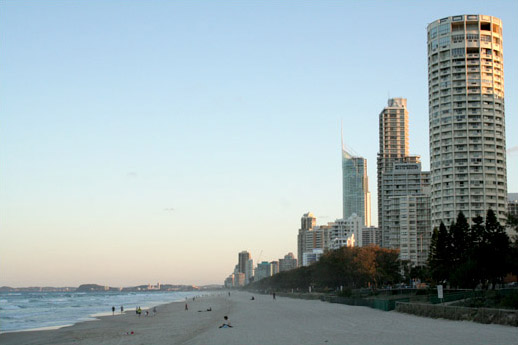
Playa de Surfers Paradise, Gold Coast.

Surfers Paradise (28°00′S 153°25′E / -28.000, 153.417) es un suburbio ubicado en el área de gobierno local de la ciudad australiana de Gold Coast, en el estado de Queensland. Es conocido por su gran variedad hotelera y rascacielos residenciales. Desde el año 1991, la ciudad es sede el Gran Premio de Surfers Paradise, una carrera de automovilismo.